# 3-я зенитная дивизия (люфтваффе)
3-я зенитная дивизия (нем. 3rd Flak-Division) — немецкая зенитно-артиллерийская дивизия времён Второй мировой войны.

## История
Подразделение было создано 1 июля 1938 года как Командование ПВО Гамбурга. 1 сентября 1941 года его название было изменено на «3-я зенитная дивизия».
Всю войну дивизия находилась в Гамбурге и его окрестностях. Его оборона рухнула в августе 1943 года, когда большая часть города была сожжена в ходе операции «Гоморра». Подразделение сдалось союзникам в мае 1945 года.

## Командиры
| Звание            | Имя/Фамилия         | Вступление в должность |
| ----------------- | ------------------- | ---------------------- |
| Генерал-лейтенант | Отфрид Заттлер      | июль 1938              |
| Генерал-майор     | Вольфганг Рютер     | 12 августа 1940        |
| Генерал-лейтенант | Теодор Шпис         | 1 сентября 1941        |
| Генерал-лейтенант | Вальтер фон Хиппель | 1 июля 1942            |
| Генерал-майор     | Алвин Вольц         | 1 мая 1944             |
| Генерал-майор     | Отто Штанге         | 1 мая 1944             |

## Состав дивизии
- 16-й зенитный полк (16-й зенитный полк)
- 51-й зенитный полк (51-й зенитный полк)
- 60-й зенитный полк (60-й зенитный полк)
- 66. Зенитный полк (Flak-Regiment 66)
- 161-й зенитно-прожекторный полк (Flakscheinwerfer-Regiment 161 (Flakscheinwerfergruppe Hamburg))
- 610-й зенитно-прожекторный дивизион
- 123-й батальон воздушной связи (Luftnachrichten-Abteilung 123)